# جاك بيركيت
جاك بيركيت (بالإنجليزية: Jack Birkett)‏ هو راقص وممثل بريطاني، ولد في 11 يونيو 1934 في المملكة المتحدة، وتوفي في 10 مايو 2010.

## وصلات خارجية
- جاك بيركيت على موقع IMDb (الإنجليزية)
- جاك بيركيت على موقع ألو سيني (الفرنسية)
- جاك بيركيت على موقع أول موفي (الإنجليزية)
- جاك بيركيت على موقع قاعدة بيانات برودواي على الإنترنت (الإنجليزية)
- جاك بيركيت على موقع قاعدة بيانات الأفلام السويدية (السويدية)
- جاك بيركيت على موقع قاعدة بيانات الفيلم (الإنجليزية)
- جاك بيركيت على موقع كينوبويسك (الروسية)
- جاك بيركيت على موقع كينوبويسك (الروسية)